# Малик (Босилєво)
45°20′ пн. ш. 15°16′ сх. д. / 45.34° пн. ш. 15.27° сх. д.
Малик (хорв. Malik) — населений пункт у Хорватії, у Карловацькій жупанії у складі громади Босилєво.

## Населення
Населення за даними перепису 2011 року становило 24 осіб.
Динаміка чисельності населення поселення: